# 東京カワイイ★TV
『東京カワイイ★TV』（とうきょうカワイイティービー）は、NHK総合テレビジョンで放送された女性を対象にした情報番組である。字幕放送を実施した。
2007年11月12日深夜『NHK番組たまご』“貴女に贈る3部作”のひとつとして放送され、2008年4月3日（2日深夜）より深夜番組放送枠『EYES』でレギュラー放送開始となった。

## 概要
この番組は、10代の後半（いわゆる「ティーンズ」世代）から20代の前半の女性を対象に制作される。主に東京の渋谷で流行しているファッションやアクセサリーなど毎週1つの話題に着目し、テーマに沿って番組を進行する。ロケーション取材が多く、スタッフによる街頭インタビューやアンケートもよく行われる。
番組では出演者以外のタレントやファッションモデルに「○○ちゃん」という敬称を使用する（通常、敬称は省略される）。番組テーマ曲はマドンナの「Hung Up」である。

## 出演者
- 沢村一樹 - 通称「Mr.一樹」
- BENI - 通称「紅ちゃん」
- 市川紗椰 - 通称「紗椰ちゃん」

ナレーション
- 服部伴蔵門 - テーマ紹介および取材パートを担当
- ユキ・ラインハート - BENIおよび沢村が出演しているパートを担当

## 放送時間
| 年度       | 総合テレビ                      | 総合テレビ                      | BS2                             |
| 年度       | 本放送                          | 再放送                          | BS2                             |
| ---------- | ------------------------------- | ------------------------------- | ------------------------------- |
| 2008       | 木曜日 0:10 - 0:39 （水曜深夜） | なし                            | 水曜日 2:30 - 2:59 （火曜深夜） |
| 2009       | 土曜日 23:30 - 23:59            | なし                            | 水曜日 17:30 - 17:59            |
| 2010・上期 | 日曜日 23:30 - 23:59            | 木曜日 2:45 - 3:15 （水曜深夜） | 水曜日 17:30 - 17:59            |
| 2010・下期 | 土曜日 23:00 - 23:29            | 木曜日 2:45 - 3:15 （水曜深夜） | 水曜日 17:30 - 17:59            |
| 2011       | 土曜日 23:00 - 23:29            | 日曜日 17:30 - 17:59            | なし                            |
| 2012       | 土曜日 23:30 - 23:59            | なし                            | なし                            |

NHKワールド・プレミアムでは月曜日24:20 - 24:49（日本国内の総合テレビの放送から2日後）に放送される。また、NHKワールドTVでは2012年4月から月1回の土曜日に「Kawaii international」と題した本番組の英語版が50分間放送される。

## エピソード
- 沢村の「エロキャラクター（エロ男爵）」ぶりはこの番組でも出ることがあり、BENIからもツッコミが入ることもある。『MUSIC JAPAN』にゲスト出演した時には沢村を「エロ親父」「沢村のセクハラ発言・行動に耐えて進行している」などと発言した。
- 日本の「カワイイ」系ファッションは世界でも注目を集めており、『番組たまご』で放送される以前に、『NHKスペシャル』で取り上げられたことがある。その時の反響が、この番組を生み出すベースとなった。
- 番組の性格上、東京のショップやファッションブランドを取り上げることが多いが、公共放送という性質上、ショップ名やブランド名が番組内で直接説明されることはない。例えばSHIBUYA 109は「東京渋谷でもっとも人気のあるファッションビル」などと表現されるほか、東京ガールズコレクションの特集を行った際もブランド名を表示せず「ブランド1」などと表現された。ただし、公式サイトではロケ先のショップ名やブランド名などの詳細が掲載される。

## 関連書籍
2011年3月17日に、東京ニュース通信社から公式の雑誌『東京カワイイ★TV Style』が発売された。不定期刊の雑誌で、番組で紹介した企画を紹介するなど初めて番組とのコラボレーションを行った。創刊号の表紙にはAKB48の板野友美を起用した。